# Caroiba
Caroiba (in croato Karojba; in italiano anche Caroiba del Subiente) è un comune croato di 1 442 abitanti dell'Istria centrale.

## Monumenti e luoghi d'interesse
Nella località di Raccotole (Rakotule), nei pressi del cimitero, si trova una piccola chiesa romanica intitolata a San Nicola, fatta realizzare nel XIV secolo dalla famiglia patrizia veneziana dei Barbo, al cui interno si conserva un notevole ciclo pittorico sulla vita del santo che è stato attribuito a un artista di tradizione giottesca.

## Società

### Etnie e minoranze straniere
Secondo il discusso censimento austriaco del 1910, la popolazione di Caroiba era così distribuita secondo lingua d'uso:
| Paese              | italiani | croati |
| ------------------ | -------- | ------ |
| Caroiba            | 20       | 578    |
| Novacco di Montona | 2        | 836    |
| Raccottole         | 5        | 344    |

### La presenza autoctona di italiani
È presente una piccola comunità di italiani autoctoni che rappresentano una minoranza residuale di quelle popolazioni italofone che abitarono per secoli la penisola dell'Istria e le coste e le isole del Quarnaro e della Dalmazia, territori che appartennero alla Repubblica di Venezia. La presenza degli italiani a Caroiba è drasticamente diminuita in seguito all'esodo giuliano dalmata, che avvenne dopo la seconda guerra mondiale e che fu anche cagionato dai "massacri delle foibe".

### Lingue e dialetti
| %      | Ripartizione linguistica (gruppi principali) |
| ------ | -------------------------------------------- |
| 97,99% | madrelingua croata                           |
| 0,94%  | madrelingua italiana                         |

| %      | Ripartizione linguistica (gruppi principali) |
| ------ | -------------------------------------------- |
| 98,26% | madrelingua croata                           |
| 1,04%  | madrelingua italiana                         |

## Località
Il comune è diviso in 4 insediamenti (naselja), con capoluogo in Caroiba, che conta 399 abitanti (2011):
- Caroiba (Karojba), sede comunale
- Novacco di Montona (Motovunski Novaki)
- Raccotole di Montona (Rakotule)
- Scropetti (Škropeti)